# Geogamasus longisetosus
Geogamasus longisetosus är en spindeldjursart som beskrevs av Wolfgang Karg 1976. Geogamasus longisetosus ingår i släktet Geogamasus och familjen Ologamasidae. Inga underarter finns listade i Catalogue of Life.